# Damian Kratzenberg
Damian Kratzenberg (Clervaux, 5 de noviembre de 1878 – Ciudad de Luxemburgo, 11 de octubre de 1946) fue un profesor de secundaria luxemburgués que se volvió el líder del Movimiento Nacional Alemán, un partido político pronazi, en Luxemburgo, durante la Segunda Guerra Mundial. Fue capturado y ejecutado después de la guerra. 
Era el hijo del administrador del Castillo de Clervaux, un inmigrante alemán. Después de recibir su título en el gimnasio Diekirch, desde 1898 hasta 1902 estudió literatura en Luxemburgo, Lille, París y Berlín. Posteriormente, enseñó griego y alemán en Diekirch, Echternach, y de 1927 en el Ateneo de Luxemburgo.
Entre 1927 y 1936 fue miembro del partido liberal. Desde la mitad de la década de 1930, se volvió un seguidor de la Alemania Nazi. De 1935 a 1940, se volvió el presidente de GEDELIT, el Luxemburger Gesellschaft für deutsche Literatur und Kunst (Sociedad del arte y literatura alemanas). En 1936,  recibió el Goethe-Medaille für Kunst und Wissenschaft.
Se volvió líder de la rama regional del Movimiento Nacional Alemán en 1940, y fue nombrado líder del Ateneo de Luxemburgo en 1941.

## Lectura adicional
- Biographical Dictionary of the Extreme Right Since 1890 editado por Philip Rees, 1991,